# 2009 a labdarúgásban
A következő események történtek a világ labdarúgásában a 2009-es évben.

## Labdarúgótornák
- U17-es labdarúgó-Európa-bajnokság,  Németország (május 6. – május 18.)
- Touloni Ifjúsági Torna,  Franciaország (június 3. – június 12.)
- Konföderációs kupa,  Dél-afrikai Köztársaság (június 14. – június 28.)
- U21-es labdarúgó-Európa-bajnokság,  Svédország (június 15. – június 29.)
- U17-es női labdarúgó-Európa-bajnokság,  Svájc (június 22. – június 25.)
- CONCACAF-aranykupa  Amerikai Egyesült Államok (július 3. – július 26.)
- U19-es női labdarúgó-Európa-bajnokság,  Fehéroroszország (július 13. – július 25.)
- U19-es labdarúgó-Európa-bajnokság,  Ukrajna (július 21. – augusztus 2.)
- Női labdarúgó-Európa-bajnokság,  Finnország (augusztus 23. – szeptember 10.)
- U20-as labdarúgó-világbajnokság,  Egyiptom (szeptember 25. – október 16.)
- U17-es labdarúgó-világbajnokság,  Nigéria (október 24. – november 15.)

## Események

### Általános
- A Major League Soccer-t (USA/Kanada) 15 csapatra bővítették ki a Seattle Sounders FC bemutatkozása miatt.
- A Women's Professional Soccer, a megszűnt Women's United Soccer Association utódja az Egyesült Államokban márciusban indult 7 csapattal.
- A 2009-10-es Hyundai A-League szezon alatt az FFA a 8 csapatos bajnokságot 10 csapatosra bővítette ki, a két érkező a North Queensland és a Gold Coast.

### Január
- 1. – a Gamba Oszaka nyerte a Császár-kupa 88. kiírását, így bekerült a 2009-es AFC-bajnokok ligájába.
- 11. – a Club Deportivo Guadalajara nyerte a 2009-es InterLiga versenyt, így a Guadalajara és az ezüstérmes CF Pachuca bekerült a Copa Libertadores 2009-es kiírásába.
- 12. – a 2008-as FIFA év játékosa díjátadót rendezték Zürichben. Cristiano Ronaldo kapta a díjat a férfiaknál, a nőknél pedig Marta nyert, sorozatban harmadszorra.
- 13. – Uganda nyerte a CECAFA-kupát, a döntőben 1–0-ra győzték le Kenyát Kampalában.
- 17. – Omán nyerte a 2009-es Gulf-kupát, 6–5-re győzték le tizenegyesekkel Szaúd-Arábiát.

### Február
- 23. – a K-League 2008-as bajnoka, a Suwon Samsung Bluewings legyőzte az MLS-ből érkező Los Angeles Galaxy csapatát a 2009-es pán-pacifikai bajnokság utolsó mérkőzésén büntetőkkel, 1–1-es rendes játékidő után. Ezzel második bajnoki címüket szerezték meg a versenyben. A 2008-as J. League kupa győztes Oita Trinita nyerte a harmadik helyért vívott mérkőzést a 2008-as Chinese Super League bajnoka, a Sandong Luneng Taisan ellen 2–1-re.
- 28. - a Melbourne Victory nyerte a döntőt az A-League 2008–09-es szezonjában.

### Március
- 14. – Az angol Premier League-ben a Liverpool FC 4–1-re legyőzte a Manchester Unitedet az Old Traffordon, ezzel mindkét nagy csapat, a Manchester és a Chelsea ellen is győzelmet könyvelhetett el.

## Nemzeti bajnokságok győztesei
- Anglia – Manchester United
- Ausztria – Red Bull Salzburg
- Belgium – Standard Liège
- Bulgária – Levszki Szofija
- Csehország – SK Slavia Praha
- Fehéroroszország – BATE Bariszav
- Franciaország – Girondins Bordeaux
- Görögország – Olimbiakósz
- Hollandia – AZ
- Horvátország – Dinamo Zagreb
- Magyarország – Debreceni VSC
- Németország – VfL Wolfsburg
- Norvégia –
- Olaszország – Internazionale
- Oroszország – Rubin Kazany
- Portugália – FC Porto
- Skócia – Rangers
- Spanyolország – FC Barcelona
- Szerbia – FK Partizan
- Szlovákia – Slovan Bratislava
- Szlovénia – NK Maribor
- Törökország – Beşiktaş JK
- Ukrajna – Dinamo Kijiv
- Wales – Rhyl FC

## Nemzeti kupák győztesei
- Anglia – Chelsea FC
- Ausztria – FK Austria Wien
- Belgium – KRC Genk
- Bulgária – PFK Liteksz Lovecs
- Csehország – FK Teplice
- Fehéroroszország – Naftan Navapolack
- Franciaország – En Avant Guingamp
- Görögország – Olimbiakósz
- Hollandia – SC Heerenveen
- Magyarország – Budapest Honvéd
- Németország – Werder Bremen
- Olaszország – SS Lazio
- Spanyolország – FC Barcelona
- Ukrajna – Vorszkla Poltava

## Nemzetközi versenyek
- 2008-as CECAFA-kupa, Uganda (2008. december 31. – 2009. január 13.)
  1.  Uganda
  2.  Kenya
  3.  Tanzánia
  4.  Burundi
- 2009-es Gulf-kupa, Omán (2009. január 4. – 17.)
  1.  Omán
  2.  Szaúd-Arábia
  3.  Katar/ Kuvait

## Halálozások

### Január
- január 2. – Hiraki Rjúzó (77), japán labdarúgó, szövetségi kapitány
- január 2. – Ian Greaves (76), angol labdarúgó, edző
- január 4. – Arvid Knutsen (80), norvég labdarúgó, edző
- január 4. – Lei Clijsters (52), belga labdarúgó, edző, Kim Clijsters apja
- január 5. – Jimmy Rayner (73), angol labdarúgó
- január 6. – Charlie Thomson (78), skót labdarúgó
- január 7. – Alfie Conn, Sr. (82), skót labdarúgó
- január 10. – Jack Wheeler (89), angol labdarúgó
- január 12. – Friaça (84), brazil labdarúgó
- január 13. – Tommy Casey (78), északír labdarúgó
- január 13. – Ayman Alkurd (34), palesztin labdarúgó
- január 16. – Claudio Milar (35), uruguayi labdarúgó
- január 17. – Tomislav Crnković (79), horvát labdarúgó
- január 19. – Joop Wille (88), holland labdarúgó
- január 20. – Johnny Dixon (85), angol labdarúgó
- január 21. – Peter Persidis (61), osztrák labdarúgó
- január 21. – Vic Crowe (76), walesi labdarúgó
- január 22. – Clément Pinault (23), francia labdarúgó
- január 24. – Karl Koller (79), osztrák labdarúgó
- január 24. – Fernando Cornejo (39), chilei labdarúgó
- január 27. – Aubrey Powell (90), walesi labdarúgó
- január 29. – Roy Saunders (78), angol labdarúgó
- január 30. – Safar Iranpak (61), iráni labdarúgó

### Február
- február 2. – Paul Birch (46) angol labdarúgó
- február 7. – Joe Haverty (72), ír labdarúgó
- február 9. – Neville Hamilton (48), angol labdarúgó
- február 9. – Reg Davies (79), walesi labdarúgó
- február 9. – Marc Burrows (30), angol labdarúgó
- február 12. – Giacomo Bulgarelli (68), olasz labdarúgó
- február 20. – Július Nôta (37), szlovák labdarúgó, edző

### Március
- március 2. – Andy Bowman (74), skót labdarúgó
- március 4. – Harry Parkes (89), angol labdarúgó
- március 5. – Valerij Brosin (46), orosz labdarúgó, edző
- március 9. – Eddie Lowe (83) angol labdarúgó, edző
- március 16. – Alan Suddick (64), angol labdarúgó, edző
- március 28. – Hugh Kelly (85) skót labdarúgó, edző
- március 29. – Vlagyimir Fegyotov (66), orosz labdarúgó, edző

### Április
- április 11. – Jimmy Neighbour (58), angol labdarúgó, edző
- április 12. – Mike Keen (69), angol labdarúgó, edző
- április 19. – Dicky Robinson (82) angol labdarúgó
- április 20. – Franco Rotella (42), olasz labdarúgó
- április 23. – Lam Szeung Ji (74), hongkongi labdarúgó

### Május
- május 1. – Jokke Kangaskorpi (37), finn labdarúgó
- május 3. – John Elsworthy (77), walesi labdarúgó
- május 4. – Bobby Campbell (86), skót labdarúgó, edző
- május 13. – Norbert Eschmann (75), francia/svájci labdarúgó, edző
- május 16. – Katona Sándor (66), magyar labdarúgó
- május 19. – Nógrádi Ferenc (68), magyar labdarúgó

### Július
- július 31. – Bobby Robson (76), angol labdarúgó, edző

### Augusztus
- augusztus 8. – Daniel Jarque (26), az RCD Espanyol csapatkapitánya

### November
- november 10. – Robert Enke (32), a Hannover 96, valamint a német labdarúgó-válogatott kapusa